# Надененко, Фёдор Николаевич
Фёдор Николаевич Надененко (26 февраля 1902 года, Льгов — 2 декабря 1963 года, Киев) — украинский советский композитор, пианист, хормейстер, редактор. Член Союза композиторов Украины

## Биография
Родился 26 февраля 1902 года в городе Льгове Курской области, Россия в многодетной купеческой семье Николая Ивановича Надененко и Александры Васильевны Шевченко. В семье было шестеро сыновей и две дочери.
В 1913 году Николай Иванович распродал имущество и семья переехала в Киев.
В 12 лет Федора приняли в Киевскую музыкально-драматическую школу сразу в выпускной класс. В 1914 году Фёдор Николаевич окончил музыкально-драматическую школу имени Лысенко по классу фортепиано.
В 1916-1921 годах учился в Киевской консерватории (ныне Национальная музыкальная академия Украины имени П. И. Чайковского) на композиторском и фортепианном отделениях. Его педагогом в консерватории по классу фортепиано был у Ю. Турчинский, по классу композиции — Б. Яворский. В 1924 году окончил историко-филологический факультет Киевского университета.
После окончания консерватории стажировался в Киевском театре оперы и балета как главный концертмейстер и ассистент дирижеров И. О. Палицкина и А. П. Штейнберга. В 1924 году были изданы первые сочинения композитора: романсы «Любви возврата нет», «Звезда мерцает за окном», «Большое счастье», «В эти дни», «Детские песни».
С 1926 по 1935 год и с 1942 по 1943 год работал концертмейстером и хормейстером в оперных театрах города Киева.
В 1935 году, после смерти жены, уехал в Ленинград, где работал с 1936 по 1937 год, давал концерты.
После войны вернулся в Киев. С 1945 по 1946 год был художественным руководителем Киевской филармонии.  В 1947—1949 годах был художественным руководителем Украинской государственной капеллы бандуристов.
С 1952 года работал редактором киевского музыкального издательства «Искусство».
Проживал в Киеве.
Скончался 2 декабря 1963 года в возрасте 61 года. Похоронен на Байковом кладбище (участок № 2) в Киеве.

## Творчество
Вокально-симфонические произведения:
- «Корейская сюита» (1950);
- Кантата для капеллы бандуристов (1948)
- Хоры — на слова М. Лермонтова, И. Франко, Леси Украински, А. Пушкина, И. Вазова, хоровые циклы на слова Т. Шевченко, В. Сосюры, М. Рыльского и других;

Пьесы для фортепиано;
Романсы — вокальные циклы на слова Т. Шевченко (1937—1939), М. Лермонтова (1938—1939), И. Франко (1939), Н. Гоголя , Г. Тагора, современных поэтов (изд. сб .: К., 1960,1965) песни, обработки украинских народных песен.
Музыковедческие труды:
- Строение музыкальной речи (изложение системы Б. Яворского, вып. И, X. 1925); К., 1950.